# Tyrone Mings
Tyrone Deon Mings (sinh ngày 13 tháng 3 năm 1993) là một cầu thủ bóng đá chuyên nghiệp người Anh, thi đấu ở vị trí trung vệ  và là đội trưởng của câu lạc bộ Premier League Aston Villa và đội tuyển quốc gia Anh.

## Sự nghiệp câu lạc bộ

### AFC Bournemouth
Ngày 26 tháng 6 năm 2015, Mings gia nhập câu lạc bộ mới được thăng hạng Premier League AFC Bournemouth theo bản hợp đồng có thời hạn bốn năm với mức phí chuyển nhượng khoảng 8 triệu bảng.
Mings đã có trận ra mắt Premier League cho Bournemouth vào ngày 29 tháng 8 năm 2015 trong trận hòa 1-1 với Leicester City. Tuy nhiên, anh bị chấn thương đầu gối 6 phút sau khi vào sân thay người. Anh trở lại trong trận thắng 3-0 trước Millwall tại vòng 3 FA Cup vào ngày 7 tháng 1 năm 2017.
Ngày 8 tháng 3 năm 2017, Mings đã bị FA cấm thi đấu trong năm trận sau hành vi đạp vào đầu Zlatan Ibrahimović trong trận đấu với Manchester United tại vòng đấu 27 giải bóng đá Ngoại hạng Anh.

### Aston Villa
Ngày 31 tháng 1 năm 2019, Mings gia nhập Aston Villa theo dạng cho mượn trong phần còn lại của mùa giải. Anh có lần ra sân đầu tiên cho Villa vào ngày 2 tháng 2 trong trận gặp Reading. Trong một tình huống tranh chấp bóng với Mings, tiền đạo Nélson Oliveira đã bị ngã xuống sân. Do mất thăng bằng nên Mings đã vô tình giẫm lên mặt Oliveira, may mắn một điều là không có chiếc đinh giày nào vào mắt của Nelson nhưng trán và mũi của cầu thủ người Bồ Đào Nha đã bị rách khá sâu khiến máu chảy khắp mặt. Mings sau đó đã xin lỗi, nhấn mạnh rằng đó không phải là cố ý. Ở tình huống này, trọng tài không thổi phạt Mings do xác định cầu thủ này không cố ý.
Mings đã ghi bàn thắng đầu tiên cho Aston Villa trong trận đấu thứ hai của mình, vào ngày 8 tháng 2 năm 2019. Anh đã ghi bàn ở phút thứ 82 trong trận đấu trên sân nhà tiếp Sheffield United. Trận đấu đó, Aston Villa bị dẫn trước với tỷ số 0-3 sau 62 phút, nhưng đã gỡ hoà 3-3 ở những phút bù giờ cuối cùng. Bất chấp phong độ kém cỏi của Villa vào thời điểm đó, Mings vẫn có màn trình diễn nổi bật và nhanh chóng trở thành cầu thủ được yêu thích mặc dù chỉ mới đến từ Bournemouth. Villa đã có sự cải thiện về phong độ sau khi Jack Grealish trở lại sau chấn thương, trong đó Villa đã giành chiến thắng 10 trận. Ngày 27 tháng 5 năm 2019, Mings đã chơi trận chung kết play-off Championship 2018-19, giúp Villa đánh bại Derby County 2-1 và giành quyền thăng hạng lên Premier League.
Aston Villa đã mua đứt Mings vào ngày 8 tháng 7 năm 2019.

## Sự nghiệp quốc tế
Mings có trận ra mắt tuyển Anh trong trận thắng 6-0 trên sân của Bulgaria vào tháng 10 năm 2019. Trận đấu đó bị lu mờ bởi những hành động phân biệt chủng tộc đến từ người hâm mộ Bulgaria. Ngay từ lúc có mặt để khởi động trên sân, anh cùng Sterling và Rashford trở thành mục tiêu phân biệt chủng tộc của cổ động viên nhà. Phút 22 của trận đấu, khi đội tuyển Anh dẫn Bulgaria 2-0, Mings thông báo với trọng tài thông qua đội trưởng Harry Kane rằng mình là nạn nhân của vấn nạn phân biệt chủng tộc, khiến trận đấu bị tạm dừng. Sau đó, Mings đứng thẳng người trên sân, mặt hướng về khán đài và lấy tay che miệng, hàm ý anh chẳng thèm để ý đến những lời đáng xấu hổ từ những kẻ quá khích.

## Cuộc sống cá nhân
Mings là con trai của Adie Mings, một cựu cầu thủ bóng đá và đang làm tuyển trạch viên cho câu lạc bộ Chelsea.
Ngoài sân cỏ, Mings đã nổi tiếng với những hành động từ thiện và sự hào phóng. Anh đã dành ngày lễ Giáng sinh 2013 để phát đồ ăn cho người vô gia cư vào đầu mùa giải 2014-15, sau khi đổi số áo từ 15 sang số 3, Mings đã đề nghị bỏ tiền túi mua áo mới cho những người hâm mộ đã lỡ mua áo in số cũ ở mặt sau. Mings cũng có học viện bóng đá trẻ của riêng mình mang tên The Tyrone Mings Academy có trụ sở tại Birmingham dành cho trẻ em từ 6 đến 16 tuổi.
Ngoài bóng đá, Mings có hứng thú kinh doanh trong một công ty thiết kế nội thất ở Bournemouth.

## Thống kê sự nghiệp

### Câu lạc bộ
Tính đến 23 tháng 5 năm 2021
| Câu lạc bộ          | Mùa giải            | Giải quốc nội                    | Giải quốc nội | Giải quốc nội | Cúp FA | Cúp FA | Cúp Liên đoàn | Cúp Liên đoàn | Khác | Khác | Tổng cộng | Tổng cộng |
| Câu lạc bộ          | Mùa giải            | Hạng đấu                         | Trận          | Bàn           | Trận   | Bàn    | Trận          | Bàn           | Trận | Bàn  | Trận      | Bàn       |
| ------------------- | ------------------- | -------------------------------- | ------------- | ------------- | ------ | ------ | ------------- | ------------- | ---- | ---- | --------- | --------- |
| Chippenham Town     | 2012–13             | Southern League Premier Division | 10            | 0             | 0      | 0      | —             | —             | 3    | 0    | 13        | 0         |
| Ipswich Town        | 2012–13             | Championship                     | 1             | 0             | 0      | 0      | —             | —             | —    | —    | 1         | 0         |
| Ipswich Town        | 2013–14             | Championship                     | 16            | 0             | 2      | 0      | 0             | 0             | —    | —    | 18        | 0         |
| Ipswich Town        | 2014–15             | Championship                     | 40            | 1             | 2      | 0      | 0             | 0             | 2    | 0    | 44        | 1         |
| Ipswich Town        | Tổng cộng           | Tổng cộng                        | 57            | 1             | 4      | 0      | 0             | 0             | 2    | 0    | 63        | 1         |
| AFC Bournemouth     | 2015–16             | Premier League                   | 1             | 0             | 0      | 0      | 1             | 0             | —    | —    | 2         | 0         |
| AFC Bournemouth     | 2016–17             | Premier League                   | 7             | 0             | 1      | 0      | 1             | 0             | —    | —    | 9         | 0         |
| AFC Bournemouth     | 2017–18             | Premier League                   | 4             | 0             | 0      | 0      | 1             | 0             | —    | —    | 5         | 0         |
| AFC Bournemouth     | 2018–19             | Premier League                   | 5             | 0             | 0      | 0      | 2             | 0             | —    | —    | 7         | 0         |
| AFC Bournemouth     | Tổng cộng           | Tổng cộng                        | 17            | 0             | 1      | 0      | 5             | 0             | 0    | 0    | 23        | 0         |
| Aston Villa (mượn)  | 2018–19             | Championship                     | 15            | 2             | —      | —      | —             | —             | 3    | 0    | 18        | 2         |
| Aston Villa         | 2019–20             | Premier League                   | 33            | 2             | 0      | 0      | 3             | 0             | —    | —    | 36        | 2         |
| Aston Villa         | 2020–21             | Premier League                   | 36            | 2             | 0      | 0      | 1             | 0             | —    | —    | 37        | 2         |
| Aston Villa         | Tổng cộng           | Tổng cộng                        | 84            | 6             | 0      | 0      | 4             | 0             | 3    | 0    | 91        | 6         |
| Tổng cộng sự nghiệp | Tổng cộng sự nghiệp | Tổng cộng sự nghiệp              | 168           | 7             | 5      | 0      | 9             | 0             | 8    | 0    | 190       | 7         |

### Quốc tế
Tính đến 29 tháng 3 năm 2022 
| Đội tuyển quốc gia | Năm       | Trận | Bàn |
| ------------------ | --------- | ---- | --- |
| Anh                | 2019      | 2    | 0   |
| Anh                | 2020      | 5    | 0   |
| Anh                | 2021      | 9    | 1   |
| Anh                | 2022      | 1    | 1   |
| Tổng cộng          | Tổng cộng | 17   | 2   |

Tính đến ngày 29 tháng 3 năm 2022
Bàn thắng và kết quả của Anh được để trước
| # | Ngày                 | Địa điểm                                        | Số trận | Đối thủ     | Bàn thắng | Kết quả | Giải đấu                 |
| - | -------------------- | ----------------------------------------------- | ------- | ----------- | --------- | ------- | ------------------------ |
| 1 | 15 tháng 11 năm 2021 | Sân vận động San Marino, Serravalle, San Marino | 16      | San Marino  | 8–0       | 10–0    | Vòng loại World Cup 2022 |
| 2 | 29 tháng 3 năm 2022  | Sân vận động Wembley, London, Anh               | 17      | Bờ Biển Ngà | 3–0       | 3–0     | Giao hữu                 |

## Danh hiệu
Aston Villa
- Á quân EFL Cup: 2019–20[29]

Cá nhân
- Cầu thủ xuất sắc nhất tháng Championship: Tháng 9, 2014[30]